# Tipula (Lunatipula) dorsimacula shasta
Tipula (Lunatipula) dorsimacula shasta is een ondersoort van de tweevleugelige Tipula (Lunatipula) dorsimacula uit de familie langpootmuggen (Tipulidae). De ondersoort komt voor in het Nearctisch gebied.